# Tillandsia ionantha
Tillandsia ionantha là một loài thuộc chi Tillandsia. Đây là loài bản địa của Costa Rica và México.

## Hình ảnh

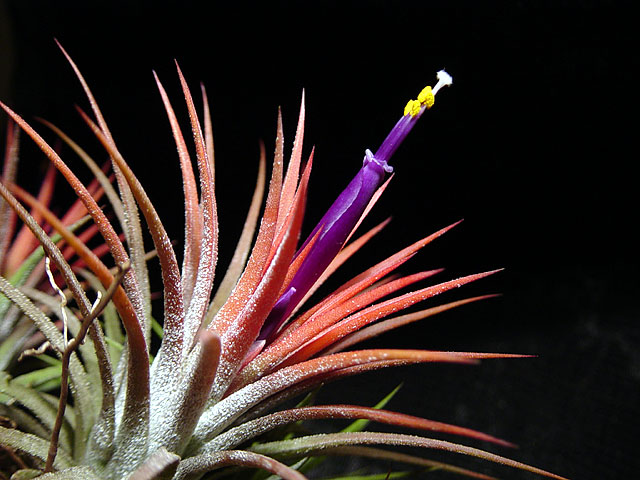
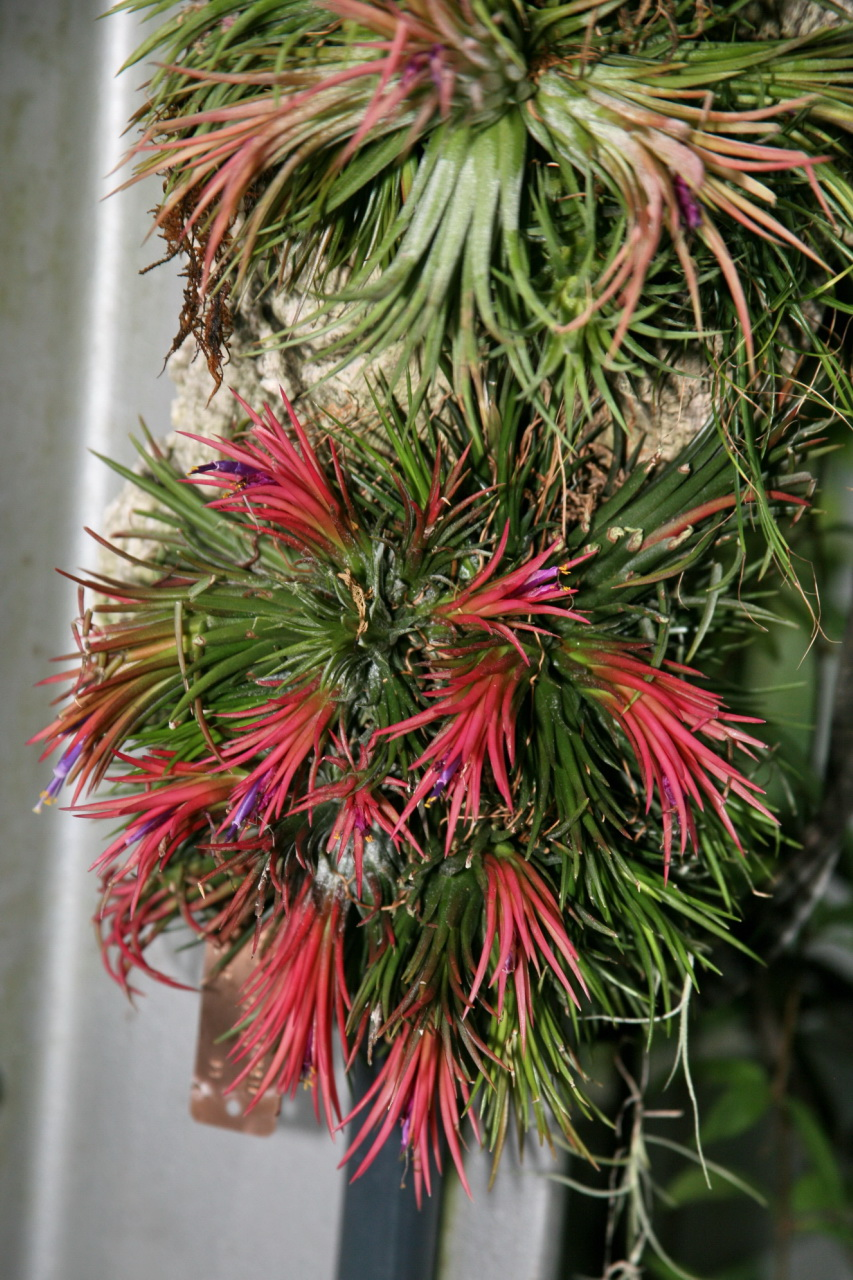
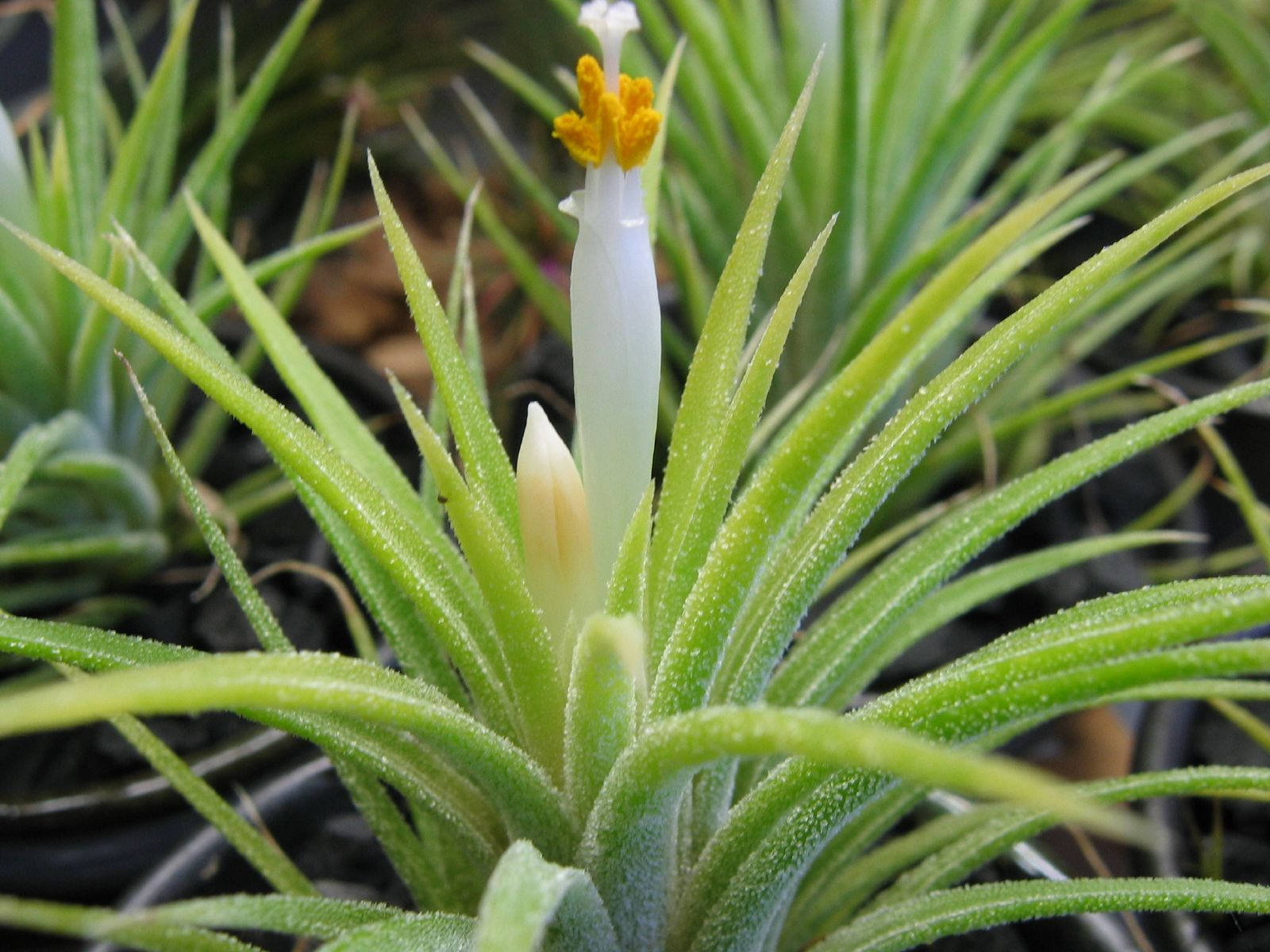
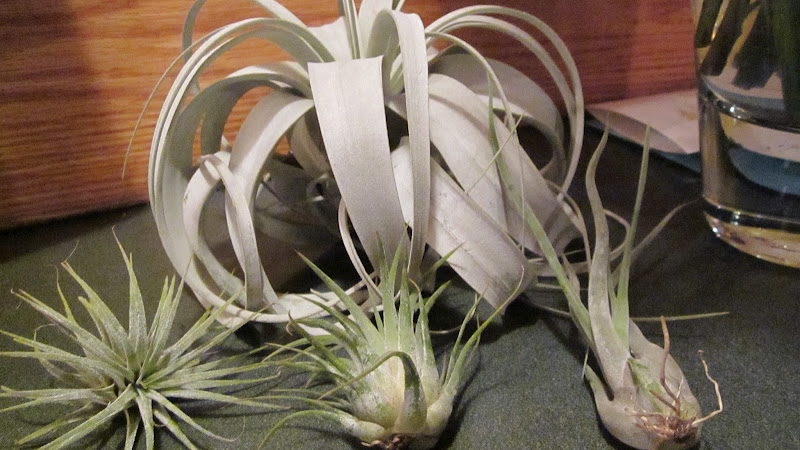

## Giống
- Tillandsia 'Aleta'
- Tillandsia 'Apretado'
- Tillandsia 'Aristocrat'
- Tillandsia 'Boreen'
- Tillandsia 'Califano'
- Tillandsia 'Chiquininga'
- Tillandsia 'Cone Head'
- Tillandsia 'Corinne'
- Tillandsia 'Curra'
- Tillandsia 'Dagun'
- Tillandsia 'Dawn'
- Tillandsia 'Druid'
- Tillandsia 'Frolic'
- Tillandsia 'Fuego'
- Tillandsia 'Glenorchy'
- Tillandsia 'Hand Grenade'
- Tillandsia 'Haselnuss'
- Tillandsia 'Hidden Charm'
- Tillandsia 'Hilda Arriza'
- Tillandsia 'Huamelula'
- Tillandsia 'Humbug'
- Tillandsia 'Jack Staub'
- Tillandsia 'Jalapa Fortin'
- Tillandsia 'Joel'
- Tillandsia 'Key Lime Sundae'
- Tillandsia 'Kinkin'
- Tillandsia 'Luke'
- Tillandsia 'Maidens Blush'
- Tillandsia 'Miz Ellen'
- Tillandsia 'Mudlo'
- Tillandsia 'Noosa'
- Tillandsia 'Peach'
- Tillandsia 'Peewee'
- Tillandsia 'Penito'
- Tillandsia 'Pine Cone'
- Tillandsia 'Pink Champagne'
- Tillandsia 'PJ's Prize'
- Tillandsia 'Pomona'
- Tillandsia 'Renate'
- Tillandsia 'Richard Oeser'
- Tillandsia 'Rosita'
- Tillandsia 'Rubra'
- Tillandsia 'Scion'
- Tillandsia 'Silver Surprise'
- Tillandsia 'Silver Trinket'
- Tillandsia 'Small Mexican'
- Tillandsia 'Sweet Chocolate'
- Tillandsia 'Sybil Frasier'
- Tillandsia 'Tall Velvet'
- Tillandsia 'Tina Parr'
- Tillandsia 'Tinca Fire'
- Tillandsia 'Tisn't'
- Tillandsia 'Victoria'
- Tillandsia 'Zebrina'